# MCI (기업)
MCI(d/b/a Verizon Business)는 미국의 통신 기업이었으며, 현재 버라이즌 커뮤니케이션스의 자회사로서, 주 오피스는 버지니아주 애슈번에 위치해 있다. 이 회사는 월드컴(WorldCom)과 MCI 커뮤니케이션스 간의 합병으로 설립되었으며 당시 MCI 월드컴(MCI WorldCom)이라는 이름을 사용하다가 2003년 4월 12일 회사의 파산 지위가 종료되면서 월드컴(WorldCom)으로 대체되었다. 2006년 1월 6일 버라이즌 커뮤니케이션스에 인수되었다.
월드컴은 1983년부터 2002년까지 존속했던 미국의 유선통신 기업이었다. 엔론, 글로벌크로싱과 마찬가지로 미국의 회계법인이자 컨설팅기업인 아더앤더슨의 고객사였고 회계부정 스캔들과 깊게 연루되어 있다.

## 같이 보기
- 故 버나드 에버스 - CEO
- 버라이즌 커뮤니케이션스
- 분식회계